# Авария Boeing 737 в Маниле
Авария Boeing 737 в Маниле — авиационная авария, произошедшая 16 августа 2018 года. Авиалайнер Boeing 737-800 авиакомпании XiamenAir выполнял плановый внутренний рейс CXA8667 по маршруту Сямынь—Манила, но при посадке в плохих погодных условиях в аэропорту назначения выкатился за пределы взлётно-посадочной полосы. В результате аварии самолёт получил серьёзные повреждения, однако никто из находившихся на борту 165 человек (157 пассажиров и 8 членов экипажа) не получил серьёзных травм.
Самолёт был транспортирован с места аварии лишь через 36 часов после неё, что привело к серьёзным перебоям в работе аэропорта, который является основными международными воздушными воротами Филиппин. Было отменено более 200 внутренних и международных рейсов, что затронуло более 250 000 пассажиров и вызвало призывы к расширению аэропорта или строительству альтернативных аэропортов для обслуживания страны в случае подобных происшествий.
В ходе расследования следователи установили, что причинами аварии явились ошибки экипажа и слабая организация работы в авиакомпании. Расследование привело к изменениям в политике авиакомпании, касающейся  управления возможностями экипажа, планирования полётов и эксплуатации самолётов в плохих погодных условиях. ВПП аэропорта Манилы была модернизирована, чтобы устранить препятствия, которые привели к повреждениям самолёта.

## Самолёт
Boeing 737-85C (регистрационный номер, заводской 37574, серийный 3160) совершил свой первый полёт 14 января 2010 года, и в том же месяце был доставлен китайской авиакомпании XiamenAir. Оборудован двумя турбовентиляторными двигателями CFMI CFM56-7B24. На момент аварии имел действующий сертификат лётной годности. После аварии самолёт был списан и порезан.

## Пассажиры и экипаж
В момент аварии в самолёте находились 157 пассажиров, 5 бортпроводников, сотрудник службы авиационной безопасности и два пилота. Никто из находившихся на борту не получил серьёзных травм, но некоторые пассажиры получили неглубокие царапины.
- Командир воздушного судна (КВС) — 50 лет, очень опытный пилот. Налетал свыше 16 000 часов, из них на Boeing 737-800 свыше 7000[7].
- Второй пилот — 28 лет, малоопытный пилот. Налетал 950 часов, из них 750 на Boeing 737-800[7].

## Хронология событий

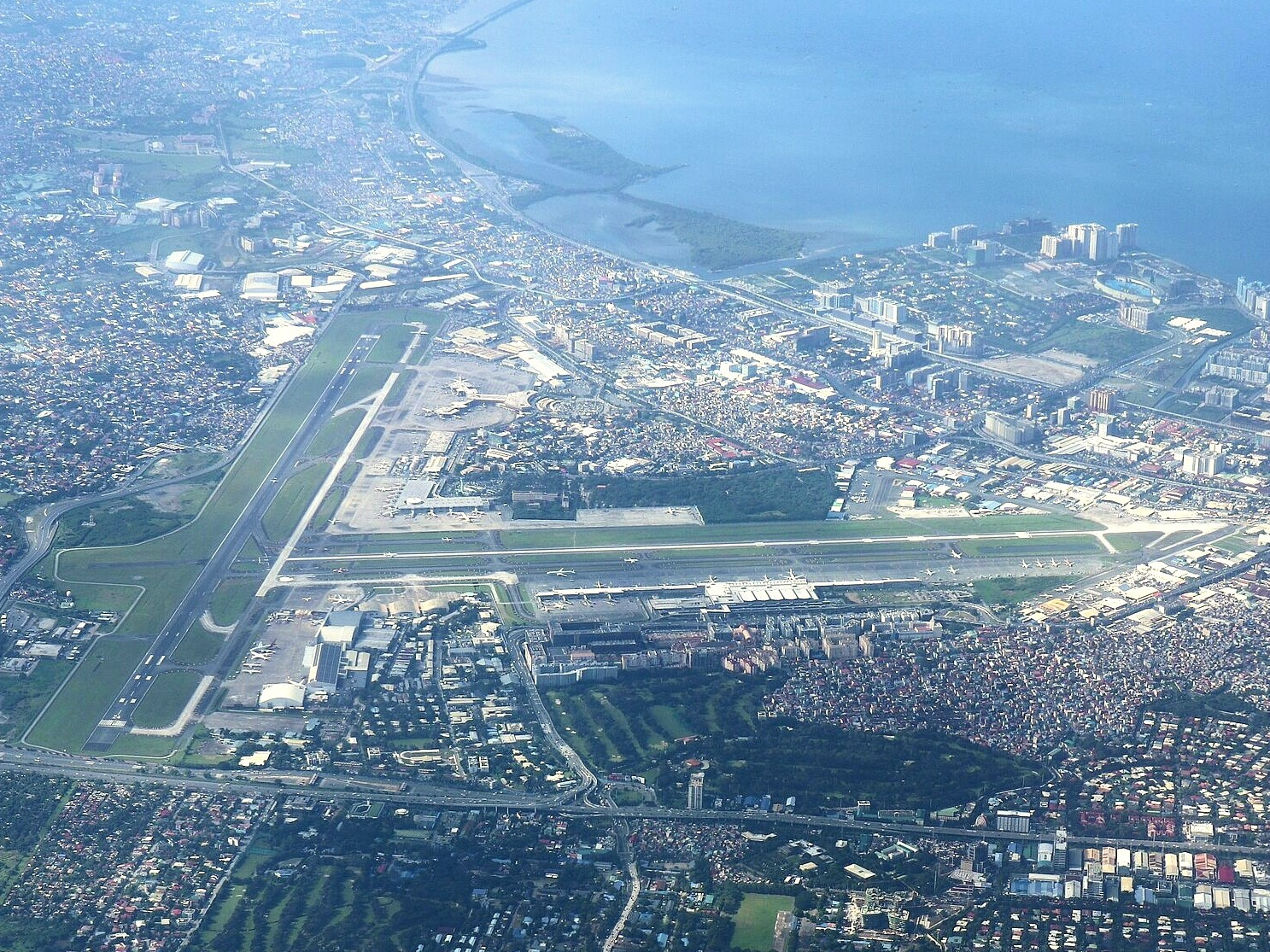
Международный аэропорт имени Ниноя Акино с воздуха. Слева видна ВПП №24

Рейс 8667 вылетел из международного аэропорта Сямынь Гаоци в Сямыне, Китай, в 21:23 по местному времени, взяв курс на международный аэропорт имени Ниноя Акино в Маниле, Филиппины. Рейс 8667 был регулярным, и выполнялся ежедневно.
Войдя в воздушное пространство Манилы, самолёт некоторое время кружил в районе аэропорта, ожидая улучшения погодных условий. Пилоты попытались зайти на посадку, однако прервали заход на высоте 9 метров из-за отсутствия визуального контакта с землёй. Во время брифинга пилоты решили повторить заход на посадку, и если он окажется неудачным, уйти на запасной аэродром. Во время второй попытки пилотам удалось обеспечить стабилизированный заход на ВПП с выпущенными шасси, закрылками 30 градусов и воздушным тормозом. Самолёт оставался на заданном курсе и следовал по глиссаде. Когда самолёт пролетел торец ВПП, он начал отклоняться влево от её центральной оси. Центральные огни высокой интенсивности ВПП не работали с 8 августа из-за планового ремонта, о чём экипаж уведомляла служба NОТАМ. Второй пилот призвал командира, осуществлявшего управление лайнером, уйти на второй круг, на что тот ответил отказом. В тот момент самолёт, находящийся на высоте 4 метра, продолжал крениться влево, отклоняясь от оси ВПП. Второй пилот вновь призвал уйти на второй круг, на что командир так же ответил отказом, сказав, что «всё в порядке».
Самолёт коснулся ВПП №24 аэропорта Манилы почти одновременно на обеих основных стойках шасси, слева от центральной оси, в 741 метрах от её торца. После приземления выпустились воздушные тормоза и сработал автомат торможения, но вскоре после этого автомат торможения отключился по неизвестной причине. Свидетели утверждали, что самолёт отскочил от полосы, прежде чем отклониться влево. Он выкатился за пределы ВПП и столкнулся с бетонными электрическими распределительными коробками, которые были расположены на поросшей травой территории рядом с ВПП, в результате чего у самолёта оторвались левая основная стойка шасси и левый двигатель. Самолёт продолжил движение по грунту в сторону от ВПП, в результате чего правая основная стойка и носовая опора шасси разрушились.
Самолёт остановился в 80 метрах слева от оси ВПП, около 1500 метрах от торца, примерно в 11:55 PST (UTC+08:00). Разрушение носовой стойки привело к выходу из строя внутренней и внешней систем связи самолёта, поэтому второй пилот покинул кабину пилотов, чтобы объявить об экстренной эвакуации. Бортпроводники провели эвакуацию, используя аварийные трапы через левую и правую передние двери. Все пассажиры и члены экипажа смогли эвакуироваться из самолёта без серьёзных травм, и лишь несколько человек сообщили о поверхностных царапинах.

## Последствия

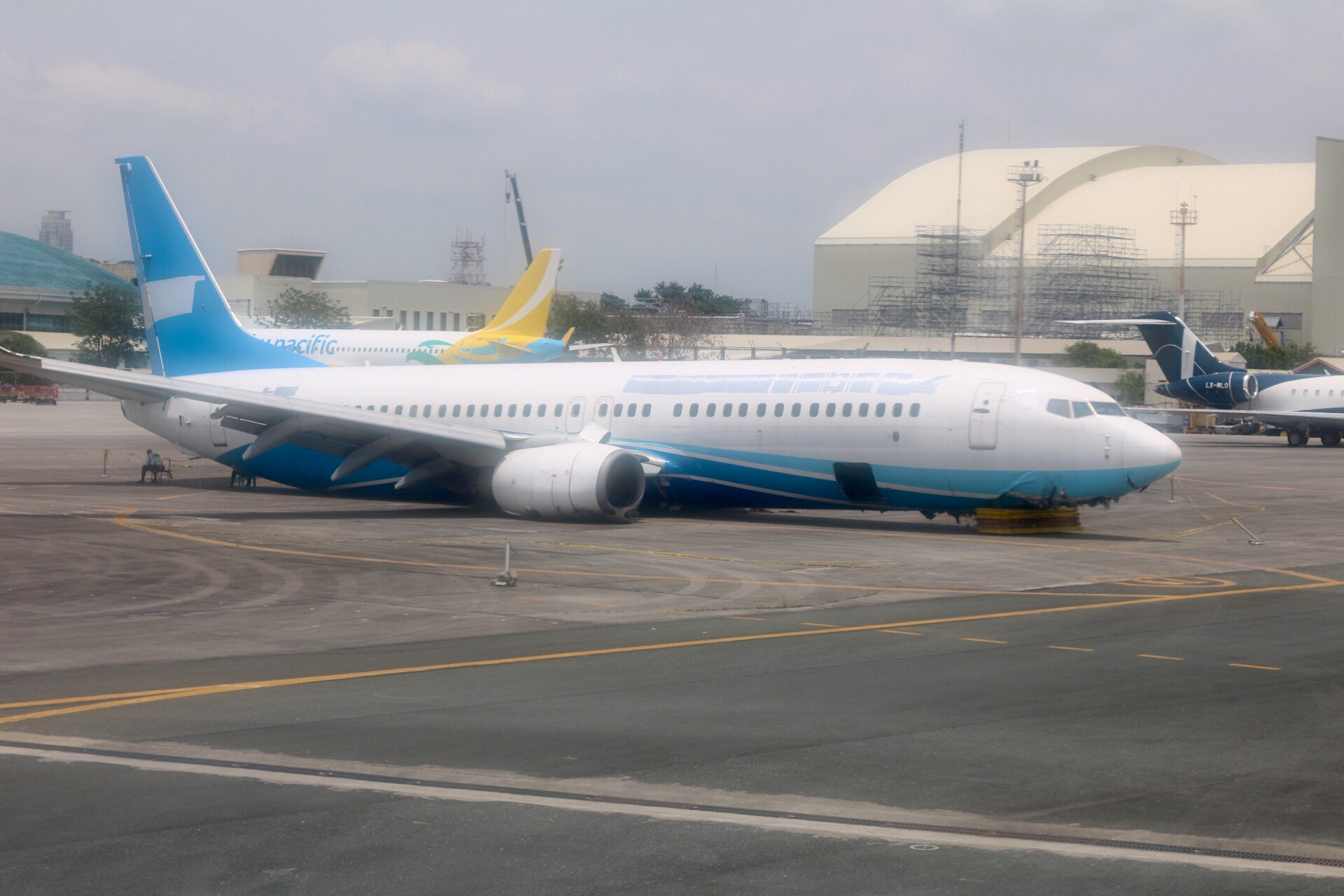
Пострадавший самолёт на рампе в аэропорту Манилы

Когда авиадиспетчеры не смогли связаться с самолётом после его приземления, они вызвали патруль безопасности Управления международного аэропорта Манилы (MIAA), чтобы проверить ВПП, после чего был обнаружен пострадавший самолёт. MIAA направило на место аварии своё спасательное и пожарное подразделение. Все пожарные машины аэропорта были отправлены на место аварии. Через двенадцать минут после аварии прибыла полиция аэропорта MIAA, чтобы оцепить район, а затем медицинская бригада MIAA для оказания помощи пострадавшим. После того, как пассажиры и члены экипажа были эвакуированы, их доставили в терминал 1 аэропорта Манилы. Там им предоставлялась вода и одеяла. Авиакомпания обеспечила питание пассажиров и членов экипажа, прежде чем их отвезли в отель.
В 2:10 прибыла следственная группа во главе с генеральным директором Управления гражданской авиации Филиппин (CAAP) вместе с членами Комиссии по расследованию авиакатастроф. Они организовали передвижной командный пункт и палатки вокруг места аварии. Были собраны доказательства, изъяты бортовые самописцы, а также выгружен груз и багаж из самолёта. Следственная группа потратила четыре часа на анализ места происшествия, прежде чем передать его для очистки. В интервью экипаж рассказал, что сильные дожди мешали увидеть ВПП во время посадки, но они не объявляли аварийную ситуацию.
В 6:10 следователи завершили осмотр места аварии, началась операция по его очистке. Первоначальный план состоял в том, чтобы поднять самолёт с помощью воздушных подушек, опустить шасси и отбуксировать в безопасное место. Однако после подъёма самолёта было обнаружено, что шасси сильно повреждено и непригодно для использования, поэтому для транспортировки самолёта пришлось использовать кран. Не было возможности удалить из самолёта около четырёх тонн топлива, поскольку был повреждён топливный насос и перекрыт один из клапанов. MIAA смогла получить два крана, чтобы поднять пострадавший самолёт и поместить его на грузовик. Самолёт был доставлен к рампе рядом с терминалом 3 аэропорта, где его разгрузили. Однако развёртывание кранов и транспортировка самолёта заняли ещё 26 часов, чему препятствовали грязь, проливной дождь и предупреждения о грозах.
Международная организация гражданской авиации (ИКАО) установила стандарты безопасности, которые требуют отсутствия препятствий по обе стороны рабочей ВПП в пределах 150 метров от её центральной оси. Поскольку место остановки самолёта находилось в пределах этого расстояния, ВПП 06/24, главная полоса аэропорта, оставалась закрытой в течение 36 часов, пока не были завершены работы на месте аварии. Другая ВПП аэропорта, полоса 13/31, обслуживающая в основном региональные рейсы, при длине всего 2600 метров и ширине 45 метров была слишком коротка для обслуживания крупных широкофюзеляжных самолётов, выполняющих международные рейсы. Закрытие ВПП 06/24 привело к отмене более 200 внутренних и международных рейсов, в то время как 17 рейсов пришлось перенаправить в другие аэропорты, включая такие отдалённые, как Токио, Гонконг, Бангкок и Хошимин. По оценкам руководства аэропорта, закрытие ВПП и связанные с этим задержанные, отменённые и перенаправленные рейсы затронули 250 000 пассажиров.
После возобновления работы аэропорта представители авиакомпании XiamenAir заявили, что в течение дня они отправят семь самолётов в Манилу, чтобы перевезти почти 2000 застрявших там пассажиров, и направить группу для работы с авиационными властями Филиппин в расследовании аварии. Официальные лица CAAP объявили, что командиру и второму пилоту было запрещено покидать страну до получения результатов расследования аварии. Представитель президента Филиппин намекнул на возможность предъявления командиру уголовных обвинений за безрассудную неосторожность, повлёкшую причинение ущерба. Однако представитель CAAP сообщил, что командиру и второму пилоту было разрешено покинуть страну в конце августа.
Через четыре дня после аварии авиакомпания XiamenAir выступила с заявлением, в котором принесла извинения всем пострадавшим пассажирам и пообещала оказать помощь филиппинским властям. Авиакомпания согласилась оплатить расходы по эвакуации и заявила, что они предоставили более 55 000 пайков застрявшим в аэропорту пассажирам. 22 августа MIAA объявила, что XiamenAir должна будет им выплатить по меньшей мере 15 миллионов филиппинских песо для покрытия расходов по транспортировке пострадавшего самолёта, однако отметила, что эта цифра была лишь первоначальной оценкой, и призвала пострадавших пассажиров подавать судебные иски о возмещении личного ущерба. Авиакомпании Cebu Pacific и Philippine Airlines объявили, что рассматривают возможность подачи судебных исков против XiamenAir о возмещении ущерба, потере доходов и неудобствах, связанных с аварией. К концу августа предполагаемая сумма штрафов увеличилась до 33 миллионов песо. В октябре филиппинские власти объявили, что авиакомпания уже выплатила половину штрафа, а вторая выплата ожидается в ближайшее время. Исследование, проведённое в 2020 году журналом Philippine Transportation Journal, пришло к выводу, что общие экономические потери от аварии составили 2,27 миллиарда песо.
Авария и последующее закрытие аэропорта также привели к призывам расширить аэропорт, а также построить или расширять другие аэропорты в регионе на случай, если подобный инцидент произойдёт в будущем. В том числе звучали призывы построить новый терминал аэропорта Кларк для увеличения его пропускной способности, расширить аэропорт Манилы новыми терминалами и взлётно-посадочными полосами, и построить новый международный аэропорт в Булакане. Сенатор Ричард Гордон подчеркнул необходимость возобновления работы закрытого аэропорта Субик-Бей, чтобы уменьшить поток в Маниле.

## Расследование
Следователи CAPP начали расследование вскоре после аварии. Они извлекли речевой и параметрический бортовые самописцы и опросили экипаж. К 24 августа оба самописца были доставлены в Сингапур для расшифровки. К 31 августа следователи получили расшифровки данных с самописцев, и вскоре после этого объявили, что окончательный отчёт расследования будет опубликован в ближайшее время. В октябре CAAP заявило, что ожидает получить окончательный отчёт к ноябрю.
19 августа сенатор Грейс По призвала Сенат Филиппин начать расследование, чтобы определить, был ли аэропорт подготовлен к такой чрезвычайной ситуации, и получить объяснение, почему потребовалось 36 часов, чтобы транспортировать пострадавший самолёт. Она также заявила, что обеспокоена переполненностью терминалов аэропорта и тем, что пассажиры были вынуждены терпеть задержки, не получая ни еды, ни воды. Власти выявили несколько упущений, связанных с ликвидацией последствий, включая задержки с получением кранов большой грузоподъёмности, неспособность обеспечить продовольствием застрявших пассажиров и отсутствие подготовки к такого рода инцидентам.
В кратком отчёте о расследовании, опубликованном для общественности 8 августа 2019 года, CAAP озвучило причины аварии. Следователи пришли к выводу, что причинами аварии явились: решение командира продолжить посадку при нестабилизированном заходе и недостаточным визуальном контакте (ему не удалось обеспечить стабилизированный заход на посадку за несколько секунд до приземления, самолёт кренился влево и непрерывно отклонялся влево от центральной оси ВПП; не удалось правильно определить положение самолёта из-за недостаточного визуального контакта, вызванного осадками) и неспособность экипажа обсудить свои действия в неблагоприятных погодных условиях, при встречном ветре, возможности сдвига ветра, а также неработающих огнях ВПП. Были установлены недостатки в политике авиакомпании в отношении уходов на второй круг, а также выявлены нарушения при проектировании и строительстве ВПП, которые привели к появлению неровностей и бетонных препятствий в непосредственной близости к ней.
В отчёте CAPP вынесло ряд рекомендаций по обеспечению безопасности полётов. Авиакомпании XiamenAir рекомендовалось пересмотреть свою политику в отношении действий, которые должен предпринять пилотирующий пилот после того, как контролирующий пилот сообщит о необходимости ухода на второй круг. Также рекомендовалось проследить за тем, что политика понятна пилотом путём включения её в их первоначальную и периодическую подготовку; пересмотреть программу регулярного обучения для улучшения управления возможностями экипажа и управления угрозами и ошибкам. MIAA рекомендовалось пересмотреть план транспортировки неисправных воздушных судов (DARP) и убедиться в пригодности оборудования в текущей эксплуатации аэропорта Манилы. CAAP было предписано оповестить филиппинские авиакомпании о вынесенных рекомендациях.

## Влияние
Авиакомпания XiamenAir пересмотрела политику поведения экипажа в ситуациях, связанных с уходом на второй круг. Она также добавила обучение работе с мокрыми ВПП во время ночных полётов в свою первоначальную и периодическую программу имитационного обучения пилотов Boeing 737. Авиакомпания внесла изменения в свою политику, запретив взлёты и посадки во время сильных дождей, а также запретила посадки при умеренных дождях во время ночных полётов, когда освещение центральной оси ВПП не работает или отсутствует. Компания также пересмотрела свои стандарты безопасности и режимы обучения, чтобы расширить ежедневное общение и сотрудничество между китайскими и некитайскими пилотами. Руководство аэропорта демонтировало бетонные электрические распределительные коробки и провела другие восстановительные работы.